# Gherasim Cristea
Gherasim Cristea (n. 14 noiembrie 1914, Munteni-Buzău, județul Ialomița – d. 9 aprilie 2014, Râmnicu Vâlcea) a fost un cleric ortodox român, episcop al Episcopiei Râmnicului din 1984 până în 2014.
Într-un interviu acordat în 2006 a afirmat că funcția de stareț presupunea în timpul regimului comunist colaborarea cu Securitatea. În același interviu a evocat vizitele pe care patriarhul Justinian Marina i le făcea episcopului Iuliu Hossu, pentru a-l convinge să treacă la Biserica Ortodoxă Română.

## Distincții
A fost decorat în decembrie 2000 cu Ordinul național Serviciul Credincios în grad de Comandor „pentru slujirea cu cinste, evlavie și dragoste de oameni a cuvântului lui Dumnezeu”.

## Publicații
- Istoria mânăstirii Govora, Râmnicu Vâlcea, 1995.